# Tlowitsis
Tlowitsis (Tlauitsis,  Lawitsis, Lawit’sis.), pleme američkih Indijanaca iz skupine Kwakiutl, porodica Wakashan, nastanjeni uz obalu Vancouvera s Cracroft Islanda. Glavno naselje Karlukwees ili Kalugwis (kod Swantona Kalakowis) bilo je na otoku Turnour koji su (prema Mungo Martinu) nastanili negdje 1849, nakon što su ga napustili Kwakiutli i otišli u Fort Rupert. Tlowitsisi danas žive s Mamtagila Indijancima na rezervatima: Aglakumna 4a, Aglakumna-La 2, Coffin Island 3, Etsekin 1, Hanatsa 6, Haylahte 3, Karlukwees 1, Keecekiltum 2, Pawala 5, Port Neville 4 i Small Island 4.
Suvremena populacija iznosi oko 440

## Vanjske poveznice
- Kwakiutl Indian Tribe History
- Tlowitsis Nation